# Херольдштатт
Херольдштатт (нем. Heroldstatt) — община в Германии, в земле Баден-Вюртемберг. 
Подчиняется административному округу Тюбинген. Входит в состав района Альб-Дунай.  Население составляет 2672 человека (на 31 декабря 2010 года). Занимает площадь 21,81 км².
Коммуна подразделяется на 2 сельских округа.